# 407 هـ
407 هـ هي سنة في التقويم الهجري امتدت مقابلةً في التقويم الميلادي بين سنتي 1016 و1017.

## مواليد
- المعتضد بن عباد
- محمد بن هبة الله البندنيجي

## وفيات
- عبد الملك الخركوشي

- سليمان المستعين بالله